# 宇宙幻想
『宇宙幻想』（うちゅうげんぞう）は、冨田勲のシンセサイザー音楽としての5作目のアルバムである。

## 概要
「宇宙3部作」の第2作で、その名の通り宇宙をテーマにしたアルバムとなっている。
前4作が『火の鳥』を除いて基本的に1人の音楽家の楽曲で構成されていたのに対し、本作及び次回作の『バミューダ・トライアングル』は、テーマに沿って様々な作曲家の作品を採り上げるオムニバス方式になっている。
本作からローランド MC-8などのマイクロ・コンピューター（デジタルシーケンサー）が導入された。ライナーノーツに記載された冨田自身の解説によると、トラック7の「ホラ・スタッカート」の演奏は全てマイクロ・コンピューターが使用されている。

## 国内盤と海外盤の違い
本作は、国内盤と海外盤で以下の相違が存在する。

### 題名
国内盤(LP及び1986年の初CD化盤)は、ジャケットには「TOMITA/COSMOS」と記載され、付属のオビに「宇宙幻想　冨田勲」と記載されている。一方、海外(アメリカ)盤は「TOMITA/KOSMOS」と記載されている。

### ジャケット・デザイン
国内盤は、宇宙空間に青色の幾何学的な図形が配置され、胴の長い魚が波しぶきを立てて泳いでいる…というイラストが使用されている。一方、海外盤は恒星の光で赤く染まった空を背景に、鏡面加工が施された仮面が浮かんでいる…というデザインになっている。

### 曲順と編曲
国内盤は、スター・ウォーズのテーマがトラック4(LPの場合はA面の最後)に収録されている。一方、海外盤は同曲がトラック1(LPの場合はA面の冒頭)に収録されている。また、同曲はアレンジが異なっており、海外盤に収録されたバージョンは国内盤に冒頭のファンファーレとエンディングの効果音を付加したアレンジに仕上げられている。
なお、この曲が収録されたのは、アメリカのRCAレコードからのセールスを意識しての要望を受けたものであり、国内版と海外版との扱いの違いは、同曲に対する冨田のスタンスを表しているものとも受け取れる。

## 収録曲目

### 国内盤
1. スペース・ファンタジー
  - ツァラトゥストラはかく語りき（R・シュトラウス）
  - ワルキューレの騎行（ワーグナー）
  - タンホイザー第3幕『巡礼の合唱』（ワーグナー）
  - ツァラトゥストラはかく語りき（R・シュトラウス）
2. パシフィック231（オネゲル）
3. 答えのない質問（アイヴズ）
4. スター・ウォーズのテーマ（ジョン・ウィリアムズ）
5. アランフェス（ロドリーゴ）
  - アランフェス協奏曲：第2楽章
6. ソルウェーグの歌（グリーグ）
7. ホラ・スタッカート（ディニク/ハイフェッツ）
8. ソラリスの海（J・S・バッハ）
  - 3声のインヴェンション 第2番（BWV 788）
  - 我汝に呼ばわる、主イエス・キリストよ（BWV 639）
  - 3声のインヴェンション 第2番

アンドレイ・タルコフスキーの映画「惑星ソラリス」にインスパイアされた作品。「我汝に呼ばわる、主イエス・キリストよ」は映画でも使用された曲。

LPの場合は、トラック1〜4がA面、5〜8がB面に収録されている。「ソラリスの海」は1996年にリミックスされ、アルバム「バッハ・ファンタジー(RCA BVZC-601)」に収録された。
2015年（=冨田が没する前年）に2枚組のハイブリッドSACDで日本コロムビアから発売されたリマスター版では、『バミューダ・トライアングル』と『火の鳥』の収録曲が加わった代わりに「ソラリスの海」が削除、「スペース・ファンタジー」メドレーの「ツァラトゥストラ」は「悲しきワルツ」と入れ替えられ曲順もオネゲルとアイヴスが逆順となった。ディスク2には映画『ファンタジア』を意識した未発表音源として、『くるみ割り人形』からの3曲とベートーヴェンの交響曲第6番の最終楽章、『魔法使いの弟子』が収録された。

### 海外盤
1. Star Wars - Main Title (3:04)
2. Space Fantasy (9:12)
3. Pacific 231 (6:45)
4. The Unanswered Question (6:19)
5. Aranjuez (6:21)
6. Solveig's Song (4:48)
7. Hora Staccato (3:28)
8. The Sea Named "Solaris" (12:26)

## 使用した機器装置
| MOOG SYNTHESIZER                      |
| ------------------------------------- |
| Moog Ⅲ p                              |
| Moog System 55                        |
| Poly Moog                             |
| Scale Programmer 950-B                |
| Bode Ring Modulator 6401              |
| Bode Frequency Shifter 1630           |
| ROLAND SYNTHSIZER                     |
| System 700                            |
| Strings RS-202                        |
| Revo 30                               |
| SEQUENCER                             |
| 3 Moog Sequential Controller 960      |
| Roland Analog Sequencer 717A          |
| Roland Micro Composer MC-8            |
| (Digital Sequencer by Micro Computer) |
| GRAPHIC EQUALIZER                     |
| 2 Victor SEA-7070                     |
| MIXERS                                |
| Quad/Eight Compumix (24 ch)           |
| 2 Sony MX-770 (8 ch)                  |
| 3 Sony MX-16 (8 ch)                   |
| TEAC Model 1, Mixdownunit (8 ch)      |
| TAPE RECORDERS                        |
| Ampex MM-1100 16 tracks               |
| Ampex AG-440 4 tracks                 |
| TEAC 80-8 8 tracks                    |
| TEAC A-3340S 4 tracks                 |
| TEAC 7040GSL 2 tracks                 |
| Sony TC-9040 4 tracks                 |
| NOISE REDUCTION                       |
| dbx 187                               |
| TEAC DX-8                             |
| ACCESSORIES                           |
| AKG BX20E Echo Unit                   |
| Binson Echorec "2"                    |
| Roland Space Echo RE-201              |
| Eventide Clolworks "Instant Phaser"   |
| Eventide Clolworks "Instant Flanger"  |
| Eventide Clolworks "Harmonizer"       |
| Fender "Dimention IV"                 |
| Fender Electronic Piano               |
| Hohner Clavinet C                     |
| Mellotron                             |
| Leslie Speaker Model 147              |
| Roland Rhythm Arranger TR66           |